# Вулиця Олександра Мишуги (Київ)
Ву́лиця Олекса́ндра Мишу́ги — вулиця в Дарницькому районі міста Києва, житловий масив Осокорки. Пролягає від вулиці Лариси Руденко до проспекту Петра Григоренка.

## Історія
Вулиця запроєктована під назвою Нова-1. Сучасна назва на честь українського оперного артиста Олександра Мишуги — з 1993 року.

## Установи та заклади
- Торговий центр «Піраміда»
- Академія Бойових Мистецтв України

## Персоналії
У будинку № 2, на 17-му поверсі мешкав Михайло Чечетов, український політик, депутат Верховної Ради, член Президії Партії регіонів.